# Consistori de Tolosa
El Consistori de Tolosa, també conegut com a Consistori del Gai Saber, fou una acadèmia poètica fundada l'any 1323 a Tolosa amb l'objectiu de reviure i perpetuar l'escola lírica del trobadors.

## El Consistori de la Sobregaya Companyia del Gay Saber
Els anomenats Jocs Florals de Tolosa tenen el seu origen en el certamen literari que van promoure el 1323 set ciutadans de la ciutat tolosana que van aplegar-se a l'ombra d'un llorer en un jardí del barri dels Augustines. Allí van constituir el Consistori de la Sobregaya Companhia del Gay Saber amb l'objectiu de revifar el conreu de la poesia trobadoresca que havia patit una forta davallada arran de la croada albigesa. Per aquest motiu van adreçar una lletra envers tots els trobadors "de la Langue d'Oc" encoratjant-los a participar i guanyar una "Violeta de fin aur", premi atorgat a la millor composició:” per so, la joya li donem / d'aytal flor en senhal d'onor”. La crida va tenir ressò i el 3 de maig de 1324 va celebrar-se el certamen literari al qual assistiren, també, els dotze Capítols de la ciutat de Tolosa. La joia promesa fou atorgada a Arnaut Vidal de Castelnaudary per una composició dedicada a la Mare de Déu: "Mayres de Dieu, verges pura, / Vas vos me rir de cor pur ...". L'èxit va ser tan considerable que ben aviat van afegir-s'hi altres premis: l'Englantina i el Gauch (boixac) i van aconseguir que les joies fossin pagades pels Capítols de la ciutat. Paral·lelament, els set mantenedors del Consistori poètic van encarregar a Guilhèm Molinièr l'elaboració d'un codi poètic per tal de poder judicar adequadament les composicions Les Leys d'Amors, que serà promulgat el 1356.
Al llarg del segle XV el certamen tolosà gaudeix d'un cert renom, però a principi del segle xvi sorgeixen algunes diferències entre els membres del consistori i els Capítols de la ciutat. L'afer es resolgué amb la recreació de la llegenda d'una dama, Clemència Isaura, dona relacionada amb la família dels Isaures, un avantpassat de la qual havia rebut el comtat de Tolosa de mans de Carlemany. Clemència Isaura després d'haver viscut en la castedat i la virtut va llegar a la ciutat els seus béns amb la condició de celebrar-hi cada any els Jocs Florals i fer-se càrrec dels premis. D'aquesta manera Clemència Isaura esdevé fondatrice d'un certamen que a partir de 1555 adopta ja el nom de Jeux Floraux, tal com apareix en el Livre rouge, registre on s'anoten les composicions guanyadores. Poc abans d'aquesta data, l'estàtua d'una tomba femenina que es trobava en la basílica visigòtica de la Daurada va ser identificada com a Clemència Isaura i traslladada al Capítol de la ciutat.

## El Collège de Rethórique
El segle xvi representa també la fi de la presència de la llengua occitana en el certamen tolosà. Segons consta en el Livre Rouge, les balades d'Hugues Roguier i Johan Escuadra seran les darreres, que hi obtindran el guardó poètic en llengua d'Oc.
Més endavant encara serà guardonat Pèire Godolin (1580-1648) el gran poeta en llengua occitana, però ho serà, òbviament, per una obra en francès.
L'antic Consistori de la Gaia Ciència esdevindrà, a partir d'aquest període Collège de Réthorique i tindrà un caire cada cop més provincià. Probablement per això, es creuran obligats a mostrar-se sensibles als nous corrents de la literatura francesa i atorgaran premis extraordinaris a Pierre de Ronsard, Jean-Antoine de Baïf o François de Maynard. No obstant això, la festa mantindrà la pompa solemne i arcaïtzant que l'havia caracteritzat: lectures, processons, discurs en vers dedicat a Clemència Isaura i àpats copiosos pels mantenedors i capítols.

## L'Académie
A instàncies dels membres de la institució tolosana, Lluís XIV va signar el 1694 una carta oberta per la qual el vell Collège esdevenia Académie, integrada per una quarantena de mainteneurs. Com a conseqüència d'aquesta transformació, s'iniciarà la publicació del Recueil anual, que aplegava les composicions guanyadores, la qual cosa contribuirà a augmentar el prestigi i la difusió del concurs, a banda de permetre en el futur de resseguir l'evolució de la poesia al llarg de quatre segles.
En aquesta nova etapa l'Académie continua premiant escriptors francesos de renom, encara que no hagin participat directament en el concurs. Aquest és el cas de Marmontel (1749) i Voltaire (1747), ambdós nomenats maîtres ès Jeux Floraux. Malgrat això, l'autor de Càndid, no s'estarà de mostrar el seu desdeny per la institució floralesca: "Toulouse, avec son ridicule recueil des Jeux Floraux et ses Pénitents des quatre couleurs".

## Els Jocs Florals i el Romanticisme
L'esclat de la Revolució Francesa va suposar la suspensió temporal de la festa poètica. Els Jocs Florals van ser restablerts el 1806 i van connectar amb la voga del "genre troubadour" i l'efervescència dels corrents romàntics característics del període. En aquest context Victor Hugo (1820) i Chateaubriand (1821) van ser nomenats, també, mestres. Paral·lelament, diversos membres de l'Académie dedicaran els seus esforços a l'estudi i la publicació d'alguns dels antics manuscrits de la secular institució, com ara les Leys d'Amors, que estaven preparant el Marquès d'Aguilar i el Marquès d'Escouloubre. Però, a mesura que l'empremta romàntica s'esvaeix, els Jocs Florals decauen considerablement, fet que va ser aprofitat per la ciutat de Tolosa per suprimir-ne la subvenció anual.
Paradoxament, el decaïment dels Jocs Florals és paral·lel a la Renaixença de la literatura occitana, que, seguint la iniciativa de Frederic Mistral, havia constituït a Fòntsegunha (1854) el Felibritge, associació d'escriptors que pretenia impulsar la llengua d'oc. Frederic Mistral havia estat nomenat Maître ès Jeux el 1876 i la seva intervenció serà determinant, també, perquè els Jocs Florals de Tolosa tornin a obrir les portes a les composicions en llengua occitana (1895).

## Els Jocs Florals a Barcelona
El ressò del certamen literari de Tolosa arribà ben aviat a Catalunya. Molts poetes catalans hi va concórrer: Joan Blanc, Bernat de Palaol o Guillem de Masdovelles, entre d'altres. El 1393, arran de les gestions fetes per Jaume March i Lluís d’Averçó, Joan I va crear el Consistori de la Gaia Ciència de Barcelona. La festa poètica se celebrà fins al segle xv. Enric de Villena n’ha deixat un testimoni molt valuós en l'Arte de trobar (1423).
La tradició medieval va ser recuperada novament el 1859 gràcies a la iniciativa d'Antoni de Bofarull i Víctor Balaguer. Abans, però, Joan Cortada havia impulsat un certamen de caràcter medievalitzant en la Reial Acadèmia de Bones Lletres (1842) i Joaquim Rubió havia demanat la restauració dels Jocs Florals en el conegut pròleg de Lo Gaiter del Llobregat (1848).
Els Jocs Florals tindran un paper decisiu en l'impuls inicial de la Renaixença i esdevindran un estímul per a la producció i una plataforma de primer ordre per a la projecció de la literatura catalana. Prova d'això és la nòmina de Mestres en Gai Saber, entre els quals podem trobar: Víctor Balaguer (1861), Àngel Guimerà (1877), Jacint Verdaguer (1880), Miquel Costa i Llobera (1902), Joan Maragall (1904), Joan Alcover (1909), Josep Carner (1910), Josep Maria de Sagarra (1931), Mercè Rodoreda (1949). Representants tots ells de moments i models estètics diversos de la literatura catalana.